# Alexander Bliss
Alexander Bliss (29 de diciembre de 1827 - 30 de abril de 1896) fue intendente general adjunto del Ejército de la Unión y coronel del Ejército de los Estados Unidos durante la guerra de Secesión. Su padre, también llamado Alexander, murió antes de que él naciera; y su madre, Elizabeth Davis Bliss, se casó más tarde con George Bancroft, el eminente historiador estadounidense.
En nombre del coronel Bliss, Bancroft le pidió al presidente Abraham Lincoln una copia del Discurso de Gettysburg, ya que Bliss era miembro de un comité que reunía manuscritos para ser recopilados en la obra Autograph Leaves of Our Country's Authors (en español: Hojas autografiadas de los autores de nuestro país) que estaba destinada a ser vendida para recaudar dinero para asistencia caritativa a los veteranos de la guerra de Secesión. La copia resultante del discurso de Lincoln, conocida como la Copia Bliss, es una de las cinco versiones manuscritas conocidas del Discurso de Gettysburg; se conserva y se exhibe en el Dormitorio Lincoln de la Casa Blanca en Washington, D. C.